# Matteo Pérez Vinlöf
Olof Matteo Pérez Vinlöf (Stoccolma, 18 dicembre 2005) è un calciatore svedese, difensore della Dinamo Zagabria.

## Biografia
È nato in Svezia da madre svedese e padre peruviano.

## Carriera

### Club
Ha iniziato a giocare a calcio nel settore giovanile del Brommapojkarna, per poi passare all'Hammarby nel 2021 dopo aver effettuato un provino con lo Sporting Cristal due anni prima.
Il 19 gennaio 2022 è stato acquistato dal Bayern Monaco, che lo ha assegnato alla propria formazione Under-19. Promosso nella squadra B a partire dalla stagione successiva, Ha debuttato in Regionalliga il 28 luglio nell'incontro perso 4-1 contro il Türkgücü. Il 12 maggio 2025 ha esordito con la prima squadra dei bavaresi giocando gli ultimi quindici minuti dell'incontro di Bundesliga vinto 2-0 contro il Wolfsburg.
Il 12 luglio seguente ha firmato il suo primo contratto professionistico ed è stato ceduto in prestito per una stagione all'Austria Vienna.

### Nazionale
Ha giocato con le nazionali giovanili svedesi Under-17, Under-19 ed Under-21.

## Statistiche

### Presenze e reti nei club
Statistiche aggiornate al 29 marzo 2025.
| Stagione        | Squadra          | Campionato      | Campionato | Campionato | Coppe nazionali | Coppe nazionali | Coppe nazionali | Coppe continentali | Coppe continentali | Coppe continentali | Altre coppe | Altre coppe | Altre coppe | Totale | Totale | Totale |
| Stagione        | Squadra          | Comp            | Pres       | Reti       | Comp            | Pres            | Reti            | Comp               | Pres               | Reti               | Comp        | Pres        | Reti        | Pres   | Reti   |        |
| --------------- | ---------------- | --------------- | ---------- | ---------- | --------------- | --------------- | --------------- | ------------------ | ------------------ | ------------------ | ----------- | ----------- | ----------- | ------ | ------ | ------ |
| 2023-2024       | Bayern Monaco II | RL              | 26         | 1          | -               | -               | -               | -                  | -                  | -                  | -           | -           | -           | 26     | 1      |        |
| 2023-2024       | Bayern Monaco    | BL              | 1          | 0          | CG              | 0               | 0               | UCL                | 0                  | 0                  | -           | -           | -           | 1      | 0      |        |
| 2024-2025       | Austria Vienna   | BL              | 24         | 1          | CA              | 5               | 0               | UECL               | 2                  | 0                  | -           | -           | -           | 31     | 1      |        |
| Totale carriera | Totale carriera  | Totale carriera | 51         | 2          |                 | 5               | 0               |                    | 2                  | 0                  |             | -           | -           | 58     | 2      |        |